# El Cobano
El Cobano är en ort i Mexiko.   Den ligger i kommunen Técpan de Galeana och delstaten Guerrero, i den södra delen av landet, 300 km sydväst om huvudstaden Mexico City. El Cobano ligger 20 meter över havet och antalet invånare är 278.
Terrängen runt El Cobano är kuperad norrut, men åt sydost är den platt. Havet är nära El Cobano åt sydväst. Runt El Cobano är det ganska glesbefolkat, med 22 invånare per kvadratkilometer. Närmaste större samhälle är San Luis de La Loma, 12,8 km öster om El Cobano. Omgivningarna runt El Cobano är en mosaik av jordbruksmark och naturlig växtlighet.